# Kościół św. Jakuba Większego w Červeným Kostelcu
Kościół św. Jakuba Większego (cz. Kostel svatého Jakuba Většího) – rzymskokatolicka świątynia parafialna w czeskim mieście Červený Kostelec, w kraju hradeckim. Jest chroniona jako zabytek kultury Republiki Czeskiej (Kulturní památka České republiky) od 1958 roku. Pomalowana w jaskrawe barwy jest dominującym obiektem w centrum miejscowości.

## Historia i architektura
Pierwszy gotycki kościół pod wezwaniem Jakuba Większego stanął w tym miejscu w XIV wieku, wspomniany jest jako parafialny w roku 1362 (jest to też pierwsza wzmianka o osadzie). W XVII wieku przejściowo podlegał miastu Náchod, po 1709 roku ponownie był kościołem parafialnym. 
W 1591 roku uległ zniszczeniu w czasie pożaru miasteczka, odnowiono go dopiero kilkadziesiąt lat później, w 1668. W latach 1744–1754 przebudowano go w stylu barokowym, pod kierunkiem Kiliána Ignáca Dientzenhofera i Franza Kermera.
Obecna świątynia jest jednonawowa, z rzeźbą świętego nad tympanonem. Do głównego wejścia prowadzą kamienne schody, po bokach których umieszczono dwie rzeźby z piaskowca, autorstwa miejscowego rzeźbiarza Břetislava Kafki – św. Wacława i św. Ludmiły.
Przy kościele miały się wznosić dwie barokowe wieże – rozpoczęto stawianie fundamentów, ale ostatecznie stanęła tylko jedna, wolnostojąca, służąca jako dzwonnica. W 1831 roku została mocno uszkodzona w czasie pożaru, po czym zniżono ją i prowizorycznie zabezpieczono prostym dachem. Dopiero w latach 1939–1940 dobudowano na niej pseudobarokowy, kopulasty dach z czterema tarczami zegarowymi. Obecne zegary, już szóste z kolei, uruchomiono w 1988 roku. 
Druga wieża nie została nigdy ukończona – w jej planowanej dolnej części umieszczono kości pochodzące z cmentarza, położonego niegdyś przy kościele.
Wnętrze świątyni nie jest wyłącznie barokowe – neorenesansowy ołtarz główny pochodzi z roku 1906, o rok młodsza jest droga krzyżowa. Cechy barokowe posiadają ołtarze boczne – Jana Nepomucena i Maryi Panny, a także kazalnica z połowy XVIII wieku. Najcenniejszym elementem wyposażenia jest chrzcielnica z 1555 roku.

## Otoczenie
W pobliżu kościoła stoi kolumna maryjna z 1842 roku oraz droga krzyżowa (kalwaria) z 1842 roku.